# Rafał Sarnecki
Rafał Sarnecki (Grudziądz, 8 de janeiro de 1990) é um desportista polaco que compete no ciclismo na modalidade de pista. Ganhou uma medalha de prata no Campeonato Europeu de Ciclismo em Pista de 2015, na prova de velocidade por equipas.
Participou nos Jogos Olímpicos de Verão de 2016, ocupando o 7.º lugar na prova de velocidade por equipas.

## Medalheiro internacional
| Campeonato Europeu | Campeonato Europeu | Campeonato Europeu | Campeonato Europeu     |
| Ano                | Lugar              | Medalha            | Competição             |
| ------------------ | ------------------ | ------------------ | ---------------------- |
| 2015               | Grenchen ( Suíça ) | Medalha de prata   | Velocidade por equipas |